# آستوریا (داکوتای جنوبی)
آستوریا(به انگلیسی: Astoria) شهری در ایالت داکوتای جنوبی کشور ایالات متحده آمریکا است که جمعیت آن در سرشماری سال ۲۰۱۰ میلادی، ۱۳۹ نفر بوده‌است.